# Mountainboard

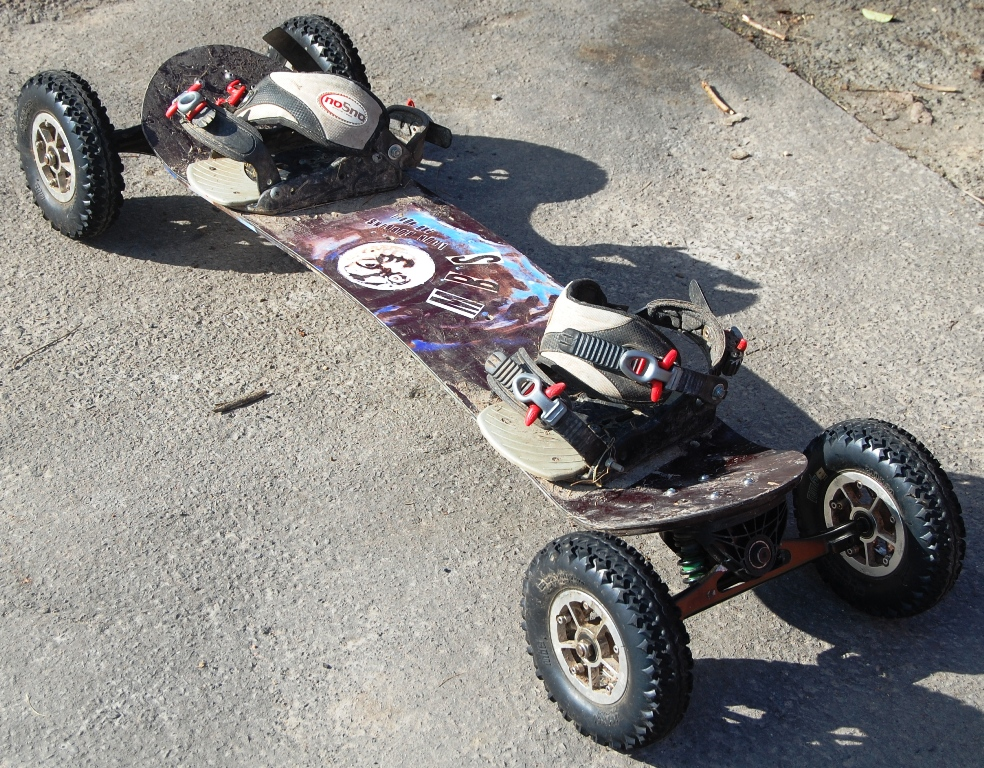
Planche de mountainboard

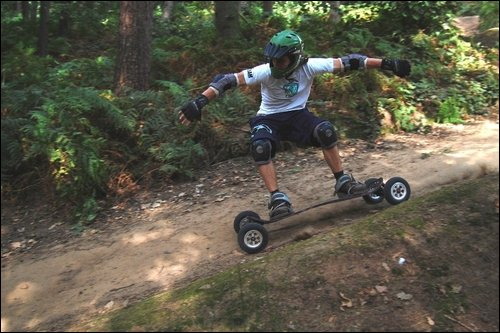
Descente

Le mountainboard (anglicisme) ou planche tout terrain (PTT) est un engin hybride, mélange de snowboard, de planche à roulettes et de VTT ou de BMX. Pour cette raison, la pratique du mountainboard se rapproche de ces sports : descente, freeride (ou planche hors-piste), freestyle (ou planche acrobatique). Un mountainboard s'utilise sur tout type de terrain (herbe, terre, bitume, sable dur) ou même dans un skatepark.
Les adeptes de ce sport sont les rideurs (francisation de l'anglais rider).

## Description
La plupart du temps, un mountainboard comporte quatre roues, montées sur deux essieux, un plateau central sur lequel sont montés des fixations pour les pieds. 
Les quatre roues sont constituées de jantes sur lesquelles sont montés des chambres à air et des pneus. Les jantes tournent autour de l'axe des essieux grâce à un système de roulements.
Les essieux existent en deux grandes « familles ». Les essieux de type skate sont comparables à ceux d'un skateboard même si l'axe des roues a un diamètre plus grand (afin qu'ils résistent mieux). Les essieux de type channels possèdent des suspensions à ressorts plus ou moins durs. Cela permet d'affaiblir le guidonnage rencontré à haute vitesse.
Le plateau central est à mi-chemin entre le deck (dessus) de skateboard et le deck de snowboard. Sa longueur se situe entre 90 et 100 cm pour un adulte. Le deck d'un mountainboard est aussi assez flexible (exprimé par le terme "pop").
Les fixations (footstraps en anglais) existent aussi en deux grandes familles. Celles à velcro coûtent moins cher mais proposent un plus faible maintien de la cheville. Celles à cliquets coûtent plus cher mais procurent un meilleur maintien du pied en toutes conditions.

## Le mountainboard

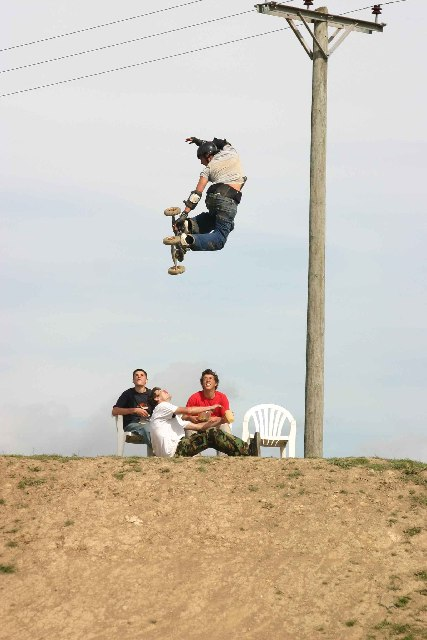
Freestyle

Le mountainboard est apparu au début des années 1990, en Californie, aux États-Unis, lorsqu'un petit groupe de nivoplanchistes conçut un nouvel engin pour dévaler les pentes en attendant la neige. Il semble qu'il se soit aussi développé en parallèle en Angleterre avec les fondateurs de la marque Nosno.

## Où pratiquer le mountainboard
Contrairement à ce que son nom indique, le mountainboard ne se pratique pas qu'à la montagne. Il trouve sa place :
- sur des chemins en terre ou en gravillons,
- sur des prés ou des parcs (exemple : des parcs municipaux),
- sur des champs de bosses (type Dirt, comme en bicross ou en VTT),
- en skatepark, pour peu qu'on gonfle bien les roues,
- sur des bosses et des rails qui rappellent ce qu'on peut faire en snowboard.

## Les dérivés

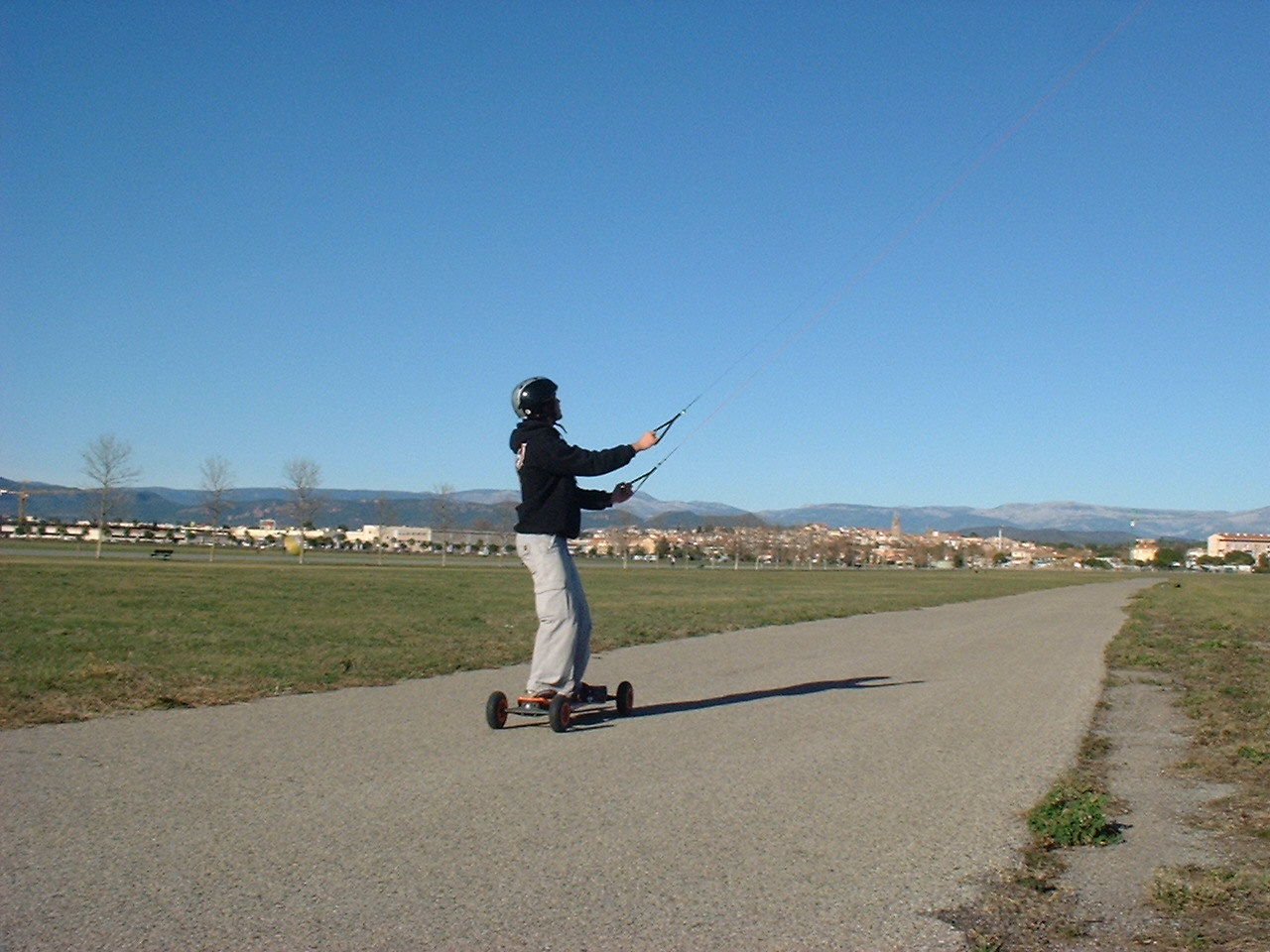
Pratiquant de kite-mountainboard

Toujours dans un esprit de glisse, le mountainboard est aussi utilisée sur la plage ou dans un pré, où le rider avance grâce à un cerf-volant de traction (aussi appelé kite) similaire à ceux utilisés en kitesurf. On peut alors parler de kite-mountainboard ou de kitelandboarding (anglicisme).
Ce type de pratique apporte de nombreux avantages au rider. En effet il est possible de s'adonner à ce sport sur une surface plane ou inclinée et de réaliser des sauts et figures similaires à ceux pratiqués en kitesurf. Le kitelandboarding est souvent utilisé comme moyen pédagogique d'apprentissage dans les écoles de kitesurf avant de se mettre à l'eau du fait de la similarité des deux sports.

## Les marques
1. Flame (Allemagne)
2. Howla (Royaume-Uni)
3. MBS Moutainboards (États-Unis)
4. Munroboards (Australie)
5. noSno (Royaume-Uni)
6. Trampa Boards (Royaume-Uni)
7. X-Shape (FR)
8. Kheo (NL)
9. Genetik.360 (CA)